# Saint-Georges-de-Montaigu

Saint-Georges-de-Montaigu este o comună în departamentul Vendée, Franța. În 2009 avea o populație de 3,805 de locuitori.